# Amsterdamned
Pour plus de détails, voir Fiche technique et Distribution.
Amsterdamned est un film néerlandais réalisé par Dick Maas, sorti en 1988.
Selon Jean-François Rauger, le film s'inspire du giallo italien Le Monstre de Venise (1965) de Dino Tavella, du moins dans le modus operandi du tueur.

## Synopsis
L’histoire se déroule à Amsterdam. Un dangereux plongeur sévit dans la ville, tuant sauvagement ses victimes à coups de couteau cranté. Le flic Eric Visser mène l’enquête dans le milieu de la plongée et rencontre une charmante jeune femme accompagnée d’un étrange psychiatre. Ils vont collaborer pour capturer et démasquer le psychopathe qui hante le canal.

## Fiche technique
- Titre : Amsterdamned
- Réalisation : Dick Maas
- Scénario : Dick Maas
- Production : Laurens Geels et Dick Maas
- Société de production : First Floor Features
- Musique : Dick Maas
- Photographie : Marc Felperlaan
- Montage : Hans van Dongen
- Décors : Benedict Schillemans
- Costumes : Yan Tax
- Pays d'origine : Pays-Bas
- Format : Couleurs - 1.85:1 - Dolby - 35 mm
- Genre : Action, thriller et slasher
- Durée : 114 minutes
- Date de sortie : 11 février 1988 (Pays-Bas)
- Film interdit aux moins de 13 ans lors de sa sortie en France

## Distribution
- Huub Stapel : Eric Visser
- Monique van de Ven : Laura
- Serge-Henri Valcke : Vermeer
- Tanneke Hartzuiker : Potter
- Wim Zomer : John
- Hidde Maas : Ruysdael
- Lou Landré : Chef
- Tatum Dagelet : Anneke
- Edwin Bakker : Willy
- Door van Boeckel : Maniac
- Inge Ipenburg : guide de bateau sur le canal

## Autour du film
- Le tournage s'est déroulé à Amsterdam et Utrecht.
- La chanson Amsterdamned est interprétée par Monique et Suzanne Klemann, duo du groupe Loïs Lane.
- La course poursuite en hors-bord fait référence à celle de Narcotic Bureau (1971), dont l'action se déroulait aussi à Amsterdam. La couleur des bateaux est également identique.